# Straaljager

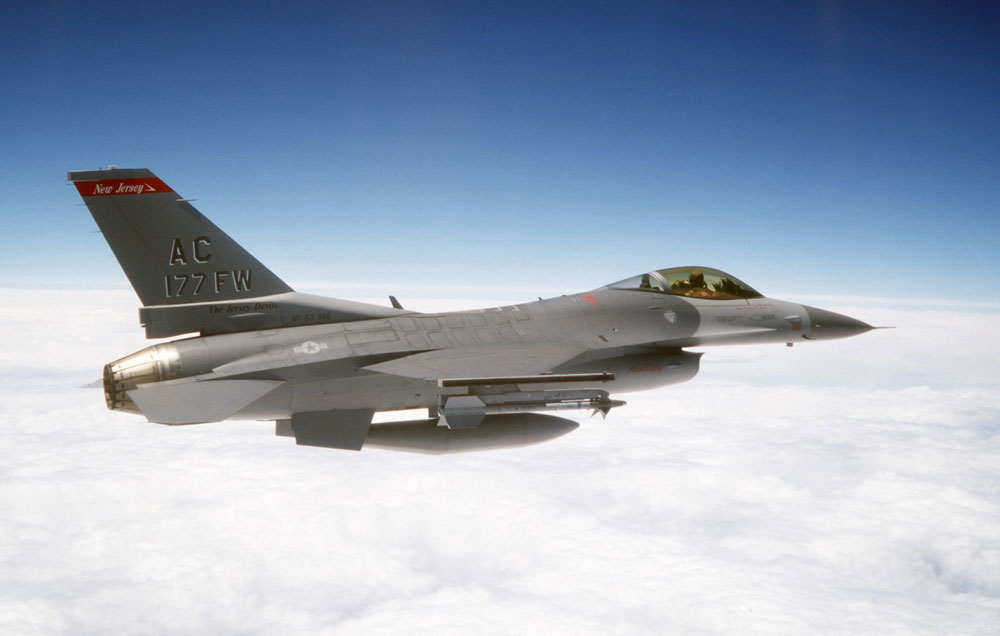
Een Fighting Falcon

Een straaljager is een jachtvliegtuig voortgestuwd door een of meer straalmotoren. Ze vervullen verschillende functies: onderscheppingsvliegtuig van vijandelijke vliegtuigen, jachtbommenwerper, verkenningsvliegtuig.

## Snelheid en vorm
Moderne straaljagers zijn meestal supersonisch en bereiken meestal een topsnelheid van ongeveer Mach 2. Verder hebben ze in verhouding tot hun gewicht een grote stuwkracht waardoor ze direct na het opstijgen bijna verticaal kunnen klimmen. Hiervoor maken ze gebruik van turbofanmotoren met naverbrander. Enkele straaljagers kunnen zelfs verticaal opstijgen (bijvoorbeeld de Hawker Harrier).
De meeste straaljagers zijn aerodynamisch geoptimaliseerd voor supersonische vluchten (puntige neuzen, scherpe randen, vloeiende vormen). Straaljagers die gebruik maken van stealth-technologie (bijvoorbeeld de Lockheed Martin F-22 en F-35) hebben daarentegen vormen die minder vloeiend en hoekiger en platter zijn.

## Bewapening
De bewapening wordt meestal onder de vleugels gedragen. Dit is niet het geval bij stealth-straaljagers omdat dit hen meer zichtbaar voor de radar zou maken. Afhankelijk van het type en de rol van de straaljager kunnen verschillende wapensystemen worden gebruikt, van boordgeschut, lucht-luchtraketten, lucht-grondraketten, conventionele bommen in alle soorten en maten, zweefbommen, geleide wapens, kruisvluchtwapens, clusterbommen tot tactische kernwapens.

## Geschiedenis
Aan het begin van de Tweede Wereldoorlog waren er zowel in Duitsland, het Verenigd Koninkrijk als de Verenigde Staten al projecten voor de ontwikkeling van een straaljager. De eerste operationele straaljager was de Duitse Messerschmitt Me 262, die aan het einde van de Tweede Wereldoorlog werd ingezet. Al snel na de oorlog werden bijna alle nieuwe jachtvliegtuigen met een straalmotor uitgerust.

## Lijst van straaljagers (selectie)
- Chengdu J-20
- Chengdu J-36
- Shenyang J-50
- Dassault Rafale
- Eurofighter Typhoon
- English Electric Lightning
- Gloster Meteor
- Horten Ho 229
- F-4 Phantom
- F-5 Freedom Fighter
- F-14 Tomcat
- F-15 Eagle
- F-16 Fighting Falcon
- F/A-18E/F Super Hornet
- F-22 Raptor
- F-35 Lightning II
- Boeing F-47
- F/A-XX
- F-100 Super Sabre
- F-104 Starfighter
- F-117 Nighthawk
- Messerschmitt Me 262
- MiG-15
- MiG-21
- Mig-29 Fulcrum
- MiG-41
- Saab JAS 39 Gripen
- Su27 Flanker
- Su35